# Oregoni Egyetem Jogi Intézet
Az Oregoni Egyetem Jogi Intézete az Amerikai Egyesült Államok Oregon államának egyetlen közfinanszírozásból működő jogi felsőoktatási intézménye. Székhelye a Knight Jogi Központban van.

## Története
A Richard R. Thornton által 1884-ben alapított portlandi jogi tanszéken heti háromszor zajlott oktatás. 1906-ban a képzési idő kettőről három évre emelkedett, 1915 áprilisában pedig Eugene-be költöztették; egyes oktatók Portlandben maradtak és megalapították az Északnyugati Jogi Főiskolát (ma a Lewis és Clark Főiskola része). Az intézményt az Amerikai Ügyvédi Kamara 1923-ban akkreditálta; ez volt az első év, hogy a kamara akkreditálhatott.
1931-ben Wayne Morse lett a dékán. Három évvel később megalapították a Főkötő-rendet, majd 1938-ban az intézmény a Fenton épületbe költözött. Az 1939-ben diplomázott Jaszui Minoru jogi útra terelte a japán-amerikaiak második világháború alatti kijárási tilalmát.
1941-ben ideiglenesen Orlando John Hollis lett a dékán, majd 1945-től, Wayne szenátorrá választásától állandó jelleggel töltötte be a pozíciót. A világháború alatt a hallgatók többségét besorozták; 1944-ben senki, 1945-ben pedig 1 fő szerzett diplomát. A háború után minden jelentkező veteránt felvettek; az 1948-ban végzett 26 hallgatóból 25 szolgált a háborúban.
A háború után Kenneth J. O’Connell javaslatait törvénybe foglalták. 1958-ban a Legfelsőbb Bíróság bírója, később főbírája lett.
Az 1960-as években Chapin Clark későbbi dékán környezetjogi tárgyakat oktatott, Jon Jacobson pedig megalapította a vízjogi központot. 1968-ban Eugene Scoles lett a dékán.
1970-ben az intézmény a jogi központba költözött, 1974-ben pedig megalapították a Wayne Morse-ról elnevezett tanszéket. 1977-ben Hans A. Linde oktató a Legfelsőbb Bíróság bírója lett. 1978-ban környezetjogi tanácsadó központ létesült, amely az 1980-as években duplájára nőtt.
1981-ben David B. Frohnmayer Oregon államügyésze lett, 1982-ben pedig először rendezték meg az intézmény közjogi konferenciáját. 1986-ban megalapították a Journal of Environmental Law and Litigation folyóiratot.
A 21. század elején vitarendezési központ alakult, majd 2003-ban a környezetjogi központ új telephelyet nyitott. 2004-ben mikro- és kisvállalkozásokat segítő központ nyílt. 2008-ban átadták a portlandi telephelyet.

## Képzések
A vitarendezési központban alap- és mesterképzés is zajlik. A jogi szakírói képzés a U.S. News & World Report 2024-es rangsorában az első helyen szerepelt.

## Rangsorok
Az intézmény a U.S. News & World Report 2024-es mesterképzési rangsorában a 78. helyen állt.

## Pályakövetés
A 2022-ben végzettek 93,5%-a munkába állt a képzés elvégzését követő tíz hónapon belül.

## Tandíjak
A 2023–24-es tanévben az oregoni lakosok éves tandíja 65 380 $, míg a nem oregoni lakosoké 78 100 $.

## Folyóiratok
- Journal of Environmental Law and Litigation: 1986-ban indult környezetjogi hallgatói folyóirat[12]
- Oregon Law Review: 1921-ben indult,[13] egy ideig az oregoni ügyvédi kamara folyóirata volt,[14] majd 1967-től a hallgatók szerkesztik[15]
- Oregon Review of International Law: 1999-ben indult hallgatói folyóirat,[16] a nemzetközi joggal foglalkozik

## Közjogi konferencia
A Land Air Water (Föld, levegő, víz) csoport által 1983 óta március első hétvégéjén megszervezett Public Interest Environmental Law Conference-en a világ több országának környezetvédelmi aktivistái, tanácsadói és hallgatói is részt vesznek. A konferencia 120 szekcióban 6–10 meghívott felszólalóval zajlik. Átlagosan kétezren vesznek rajta részt.
Az első előadások csütörtök délután kezdődnek, a megnyitó aznap estére esik. A záróbeszédet vasárnap délben tartják.
A konferencián főképp közérdekű nonprofit szervezetek tagjai vesznek részt.

## Nevezetes személyek
- Alfred Goodwin, bíró[19]
- Ann Aiken, bíró[20]
- Arthur D. Hay, bíró[21]
- Bert E. Haney, bíró[22]
- David Schuman, bíró[23]
- David V. Brewer, bíró[24]
- Donald P. Hodel, a Reagan-kormány energia- és belügyminisztere[25]
- Earl C. Latourette, bíró[19]
- Edward Fadeley, bíró[26]
- Edwin J. Peterson, bíró[19]
- Ellen Rosenblum, Oregon államügyésze[27]
- Fred Risser, politikus[28]
- Frederick Steiwer, szenátor[29]
- Hardy Myers, Oregon államügyésze[30]
- Harold J. Warner, bíró[19]
- Helen J. Frye, bíró[31]
- Jack Faust, műsorvezető, ügyvéd[32]
- Jaszui Minoru, a japán-amerikaiak jogaiért harcoló aktivista[33]
- Jacob Tanzer, bíró[34]
- John Frohnmayer, a Nemzeti Művészeti Alap igazgatója[35]
- Julius Meier, Oregon kormányzója[36]
- Macuoka Jószuke, Japán külügyminisztere, háborús bűnös[37]
- Malcolm F. Marsh, bíró[38]
- Martha Lee Walters, bíró[19]
- R. William Riggs, bíró[39]
- Raymond F. Rees, vezérőrnagy[40]
- Richard Unis, bíró[41]
- Robert C. Belloni, bíró[42]
- Ron Wyden, szenátor[43]
- Suzanne Bonamici[44]
- Thomas Tongue, bíró[19]
- Wendell Wyatt, képviselő[45]
- William A. Ekwall, bíró, a kongresszus tagja[46]
- William G. East (körzeti bíróság)[47]

## Fordítás
- Ez a szócikk részben vagy egészben  az   University of Oregon School of Law című angol Wikipédia-szócikk ezen változatának fordításán alapul.  Az eredeti cikk szerkesztőit annak laptörténete sorolja fel. Ez a jelzés csupán a megfogalmazás eredetét és a szerzői jogokat jelzi, nem szolgál a cikkben szereplő információk forrásmegjelöléseként.